# عبد الرحمن أحمد علي الطور
عبد الرحمن احمد علي تور (بالصومالية: Cabdiraxmaan Axmed cali Tuur)، سياسي صومالي، وأول رئيس لجمهورية أرض الصومال المعلنة من جانب واحد.

## بداية حياته
ولد في عام 1931، حصل على الأبتدائية من الصومال وتلقى تعليمه المتوسط والثانوي في السودان ودرس بمدرسة حنتوب الشهيرة والتي تخرج منها الرئيس السوداني جعفر نميري والدكتور حسن الترابي.

## الدولة الصومالية والأنشقاق
عمل عبد الرحمن تور سفيرا في عهد حكومة عبد الرشيد علي شارماركي لدى إثيوبيا.
اختلف تور مع سياد بري وانقلب من محارب للنظام الإثيوبي إلى حليف وعمل على محاربة نظام سياد بري، فأصبح لاحقا رئيسا الحركة الوطنية الصومالية حتى سقوط نظام بري عام 1991.

## رئيس أرض الصومال
أعلن حزب تور دولة صوماليلاند من طرف واحد، الأمر الذي أزعج حكومات الصومال المؤقتة ودول الإيقاد من هذا الإعلان. وبعد انتهاء فترة حكمه الانتقالي سافر إلى إثيوبيا حيث اقام عقدا من الزمان، ولم يعد إلى أرض الصومال حتى قبل تعسة أشهر من وفاته في 10 فبراير 2003.

## وفاته
توفي في 8 نوفمبر 2003.